# Uno Palu
Uno Palu (ur. 8 lutego 1933 w Sindi, zm. 15 stycznia 2024) – estoński lekkoatleta startujący w barwach Związku Radzieckiego, wieloboista, wicemistrz Europy z 1958.
Zajął 4. miejsce w dziesięcioboju na igrzyskach olimpijskich w 1956 w Melbourne.
Zdobył srebrny medal w tej konkurencji na mistrzostwach Europy w 1958 w Sztokholmie, przegrywając jedynie ze swym kolegą z reprezentacji Wasilijem Kuzniecowem.
Był wicemistrzem ZSRR w dziesięcioboju w 1958 oraz brązowym medalistą w 1955, 1956 i 1960, a także mistrzem Estonii w tej konkurencji w 1955, 1956, 1958, 1960, 1963 i 1963. Jego rekord życiowy wynosił 7598 punktów (według ówczesnej tabeli), ustanowiony 18 lipca 1960 w Moskwie.